# Pivka jama
Pivka jama je kraška jama, ki se nahaja nedaleč od Postojne, v njej pa so organizirani vodeni turistični ogledi. Po jami teče podzemna reka Pivka, ki v podzemni svet vstopa že v Postojnski jami. Pivka jama je sicer del obširnega postojnskega jamskega sistema. Vhod v Pivko jamo je v avtokampu Pivka jama, kjer je tik ob restavraciji 65 m globoko udorno brezno. Od tod je mogoče videti podzemno reko Pivko. Jama je preko 100 m dolgega umetnega rova povezana tudi s Črno jamo. Podzemna reka Pivka nadaljuje svojo pot v Planinsko jamo, kjer se združi z reko Rak in teče dalje pod imenom Unica, zadnja kraška ponikalnica v vrsti pritokov reke Ljubljanice.